# Městská tržnice (Karlovy Vary)
Městská tržnice je samostatně stojící účelová secesní stavba v Karlových Varech. Nachází se v severní části města mimo lázeňské území nedaleko soutoku Teplé s Ohří. V tržnici je provozován supermarket obchodního řetězce Albert, u tržnice nádraží městské autobusové dopravy. Před budovou Městské tržnice se od roku 2011 konají farmářské trhy.
Objekt je chráněn od roku 1981 jako kulturní památka.

## Historie
Již v roce 1878 otevřely Karlovy Vary v Drahovicích městské jatky, jedny z prvních v tehdejším Rakousko-Uhersku. Ani jejich rozšiřování o budovy tržnic nestačilo v následujících letech potřebám rychlého rozvoje města. Proto se roku 1903 rozhodlo město postavit novou moderní tržnici k prodeji masa a ostatních potravin. První skicu vypracoval v roce 1903 karlovarský stavitel a ředitel městského stavebního úřadu, vídeňský rodák Franz Drobný. Kompletní architektonický projekt vyhotovil roku 1912. Objekt tržnice postavila v letech 1912–1913 vídeňská firma Rella a Neffe.
První stavební úpravy objektu byly provedeny v roce 1931. K dalším úpravám došlo v 70. letech 20. století.
V roce 1993 započalo město s rozsáhlou rekonstrukcí, při které byla tržnice přebudována na samoobsluhu, poté byl objekt pronajímán.
Město Karlovy Vary tržnici prodalo v roce 1996 soukromému vlastníkovi za 36 milionů Kč. Podle kupní smlouvy má však město předkupní právo na zpětné odkoupení a uvažovalo o případném odkupu.
Nakonec se však zastupitelstvo usneslo, že městskou tržnici nekoupí.
Objekt je nadále v soukromém vlastnictví a je pronajímán nadnárodní společnosti Ahold, která zde provozuje supermarket Albert.

## Stavební podoba
Na svoji dobu je konstrukce budovy značně pokroková. Funkčně účelová koncepce vycházela z bazilikálního řešení. Hlavním záměrem bylo vytvoření interiéru bez vnitřních zdí a příček. Rámový železobetonový skelet nese masivní obloukové rámy. Budova je podsklepena a vedou do ní ze čtyř stran široké vchody. Výraz fasády budovy vychází z pozdní secese s uplatněním zoomorfních vlysů. Hlavní hala je trojlodní, orientovaná ve směru východ-západ. Na hlavní halu je napojeno kolmé křídlo s hlavním vstupem, na jejich křížení se zvedá lucerna s ochozem. Hala je dlouhá 60 metrů, široká 35 metrů. Je prosvětlena vysokými okny ve štítech a průběžným hřebenovým střešním světlíkem. Celková výška budovy je 15,4 metrů, s věžičkou 22 metrů. Příčná patrová křídla s podkrovím v mansardě sloužila jako kanceláře, laboratoře a sklady. Původní vybavení osahovalo kromě prodejních pultů také nádrže s vodou pro ryby. Ve sklepních prostorách jsou umístěny chladírny a mrazicí boxy.